# Francisco Martínez de Castrillo
Francisco Martínez de Castrillo (Castrillo de Onielo, c. 1520-Alameda del Valle, 1585) fue un dentista español.

## Biografía
Nació en Castrillo de Onielo (Palencia) en torno al año 1520. En Valladolid, publicó en 1557 su obra Coloquio breve y compendioso sobre la materia de la dentadura y maravillosa obra de la boca, dedicada al príncipe Carlos, hijo de Felipe II. Llegó a ser dentista de este rey en 1565. Primero bachiller y luego licenciado, reeditó su libro en 1570. Falleció en 1585 en Alameda del Valle (Madrid).

## Obra
Francisco Martínez escribió Coloquio breve y compendioso sobre la materia de la dentadura y maravillosa obra de la boca porque consideraba que los temas bucales no eran tratados con el rigor y consideración que merecían en comparación con otras partes del ser humano, y lo dirigió al gran público pues la obra es fundamentalmente de divulgación; lo que no excluye que algunos profesionales, fundamentalmente los barberos, pudieran encontrar en ella una gran utilidad. El libro toca fundamentalmente temas de encía y dientes, excluyendo otros temas estomatológicos frecuentes en la época como las úlceras o la ránula. El autor se valió para construir sus discursos del diálogo. Valerio, caballero de buena familia, conversa con Ramiro, un antiguo criado afligido por la enfermedad de su hijo que sirve para desgranar lo relativo a la primera dentición.
Entre las fuentes que utiliza Martínez se incluyen contemporáneos como Bernardino Montaña de Monserrate y Andrés Laguna y autores clásicos, como Aristóteles, Galeno, Cicerón o Platón, pero todo esto queda superado por las propias experiencias personales que aporta, algo propio del Renacimiento.
Actualmente se conservan pocos ejemplares originales pero existe una edición facsímil promovida por Pedro García Gras en 1975. El libro fue plagiado por un barbero napolitano: Juan Bautista Xamarro, quien la copió íntegramente, si bien nunca llegó a publicarse, aunque puede encontrarse el manuscrito en la Biblioteca Nacional de Madrid.